# تره د اسگبا
تره د اسگبا (به اسپانیایی: Torre de Esgueva) یک شهرستان در اسپانیا است که در استان وایادولید واقع شده‌است.